# ناوشکن کلاس وی۱
دیسترویر کلاس وی۱ (به انگلیسی: V1-class destroyer) یک کلاس از کشتی است که طول آن 70.2 m می‌باشد.